# Salina Turda

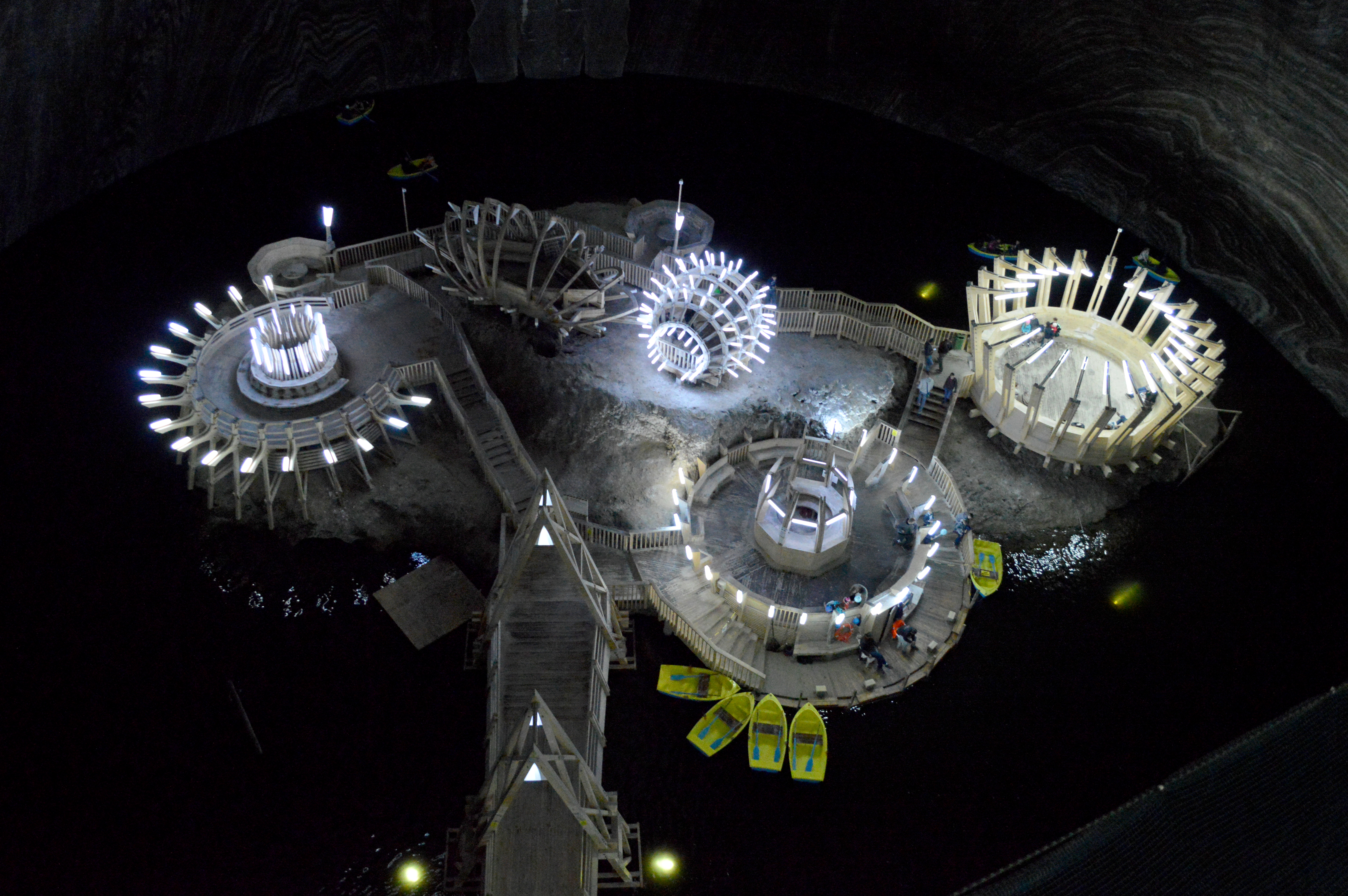
Het meer in de Tereziamijn

Salina Turda is een zoutmijn nabij Turda, de tweede stad in het district Cluj in het noordwesten van Roemenië. De mijn is in 1992 geopend voor toeristen en werd in 2017 bezocht door circa 618.000 Roemeense en buitenlandse toeristen. 
In 2013 werd Salina Turda door Business Insider genoemd als een van de 25 verborgen parels die een bezoek waard zijn. Daarnaast wordt het gezien als een van de Zeven wonderen van Roemenië.

## Geschiedenis
Het eerste zout werd uit deze mijn gewonnen in de klassieke oudheid. Vanaf de Middeleeuwen tot 1932 werd de mijn gebruikt voor de extractie van keukenzout.
Het eerste document dat spreekt over de zoutmijn bij Turda komt van 1 mei 1271 en is uitgegeven door de Hongaarse kanselarij. Bewaarde documenten uit de 13e en 14e eeuw verwijzen naar de zoutmeren in de Băile Săratedepressie en op de zuidelijke hellingen van de Valea Sărată. In de 17e eeuw begonnen de eerste mijnwerkzaamheden op de noordwestelijke helling van de Valea Sărată, wat blijkt uit de mijnschachten in de koepel van de Tereziamijn. Kort daarna is de Sfântul Anton-mijn geopend maar hier zijn de mijnactiviteiten in het eerste gedeelte van 20e eeuw gestaakt. 
In 1992 werd Salina Turda geopend als centrum voor halotherapie en als een populaire attractie voor toeristen. In 2008 werd de mijn gemoderniseerd en vernieuwd onder het programma PHARE 2005 ESC large regional/local infrastructure met een totaal kostenplaatje van circa € 5,9 miljoen. In 2010 werd de mijn weer geopend voor bezoekers. De mijn heeft twee ingangen: een nieuwe ingang aan de noordzijde (ingang A) en de oude ingang via de Franz Josefgalerij direct toegankelijk vanuit Turda (ingang B). 

## Attracties

### Iosifmijn
De Iosifmijn kan bezocht worden door in zout uitgehouwen balkons. Dit ligt naast de Franz Josefgalerij. Deze mijn is een conische kamer met een diepte van 112 meter diepte en 67 meter breedte aan de basis. Vanwege de vorm en gebrek aan verbinding met de overige mijnen, heeft deze mijn een krachtige echo waardoor het ook wel de "Echokamer" wordt genoemd. 

### Crivackamer
De Crivackamer is een achthoekige ruimte met daarin een lier die "crivac" of "gepel" genoemd wordt. Deze machine wordt gebruikt om zoutrotsen naar de oppervlakte te trillen en stamt uit 1881. Deze machine verving een kleiner exemplaar uit 1864. De machine is de enige machine van zijn soort in Roemenië, en waarschijnlijk ook in Europa, die nog op de originele locatie staat.

### Tereziamijn
De Tereziamijn is een conische mijn of klokmijn. Bij de zoutwinning in dit soort kamers bleven indrukwekkende hallen achter met afmetingen van 90 meter hoog en 87 meter in diameter. De diepte van het uiteinde van de schacht tot de basis van de mijn is 112 meter. Een zoutwaterval, een ondergronds meer en stalactieten en zoutafzettingen complementeren deze mijn. Het ondergrondse meer in de mijn is tussen de 0,5 meter en 8,0 meter diep en omvat ongeveer 80% van het vloeroppervlak van de mijn. In het midden is een eiland gecreëerd van resterend laagwaardig zout dat hier in 1880 is achtergelaten. 

### Rudolfmijn
De Rudolfmijn is 42 meter diep, 50 meter breed en 80 meter lang en is de laatste plaats in dit mijncomplex waar nog zout is gewonnen. Vanaf de entree leiden 172 treden naar het hart van de mijn. Op de muren van elk van de 13 af te dalen plateaus staat geschreven in welk jaar het betreffende niveau geopend is. Op het noordwestelijke gedeelte van het plafond zijn door de jaren zout stalactieten gevormd tot wel 3 meter lang. De panoramische lift geeft bezoekers een overzicht over de gehele mijn.

### Gizelamijn
De Gizelamijn en technische ruimtes in het noordoostelijk gedeelte van het mijncomplex zijn vergelijkbaar met de Rudolfmijn maar een stuk kleiner in afmetingen omdat de zoutwinning hier relatief snel na de opening werd gestaakt. Tegenwoordig functioneert de Gizelamijn als behandelkamer voor behandelingen met natuurlijke aerosols. 
De ondergrondse galerij van de Gizelamijn is een geologisch reservaat waar toeristen geen toegang toe hebben. Het bevindt zich 15 meter boven de Franz Josefgalerij. Infiltratie van water in de extractieput bepaalde het ontstaan van zoutafzettingen en stalactieten. In het water wat een gedeelte van de mijn bedekt zijn zoutkristallen te vinden. De kamer heeft voor toeristen de naam "Kristalzaal" gekregen.

## Galerij

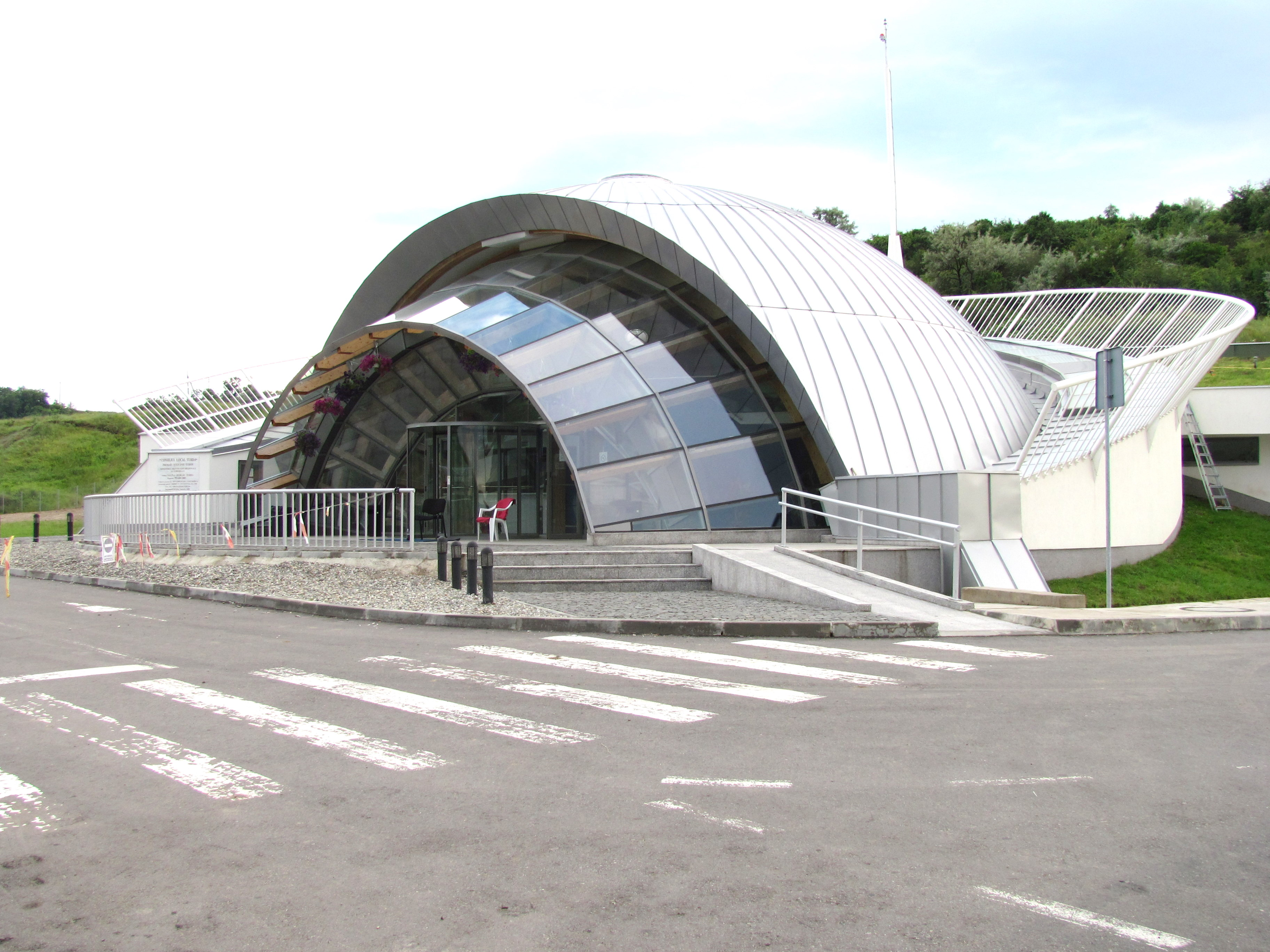
De nieuwe ingang (Ingang A)
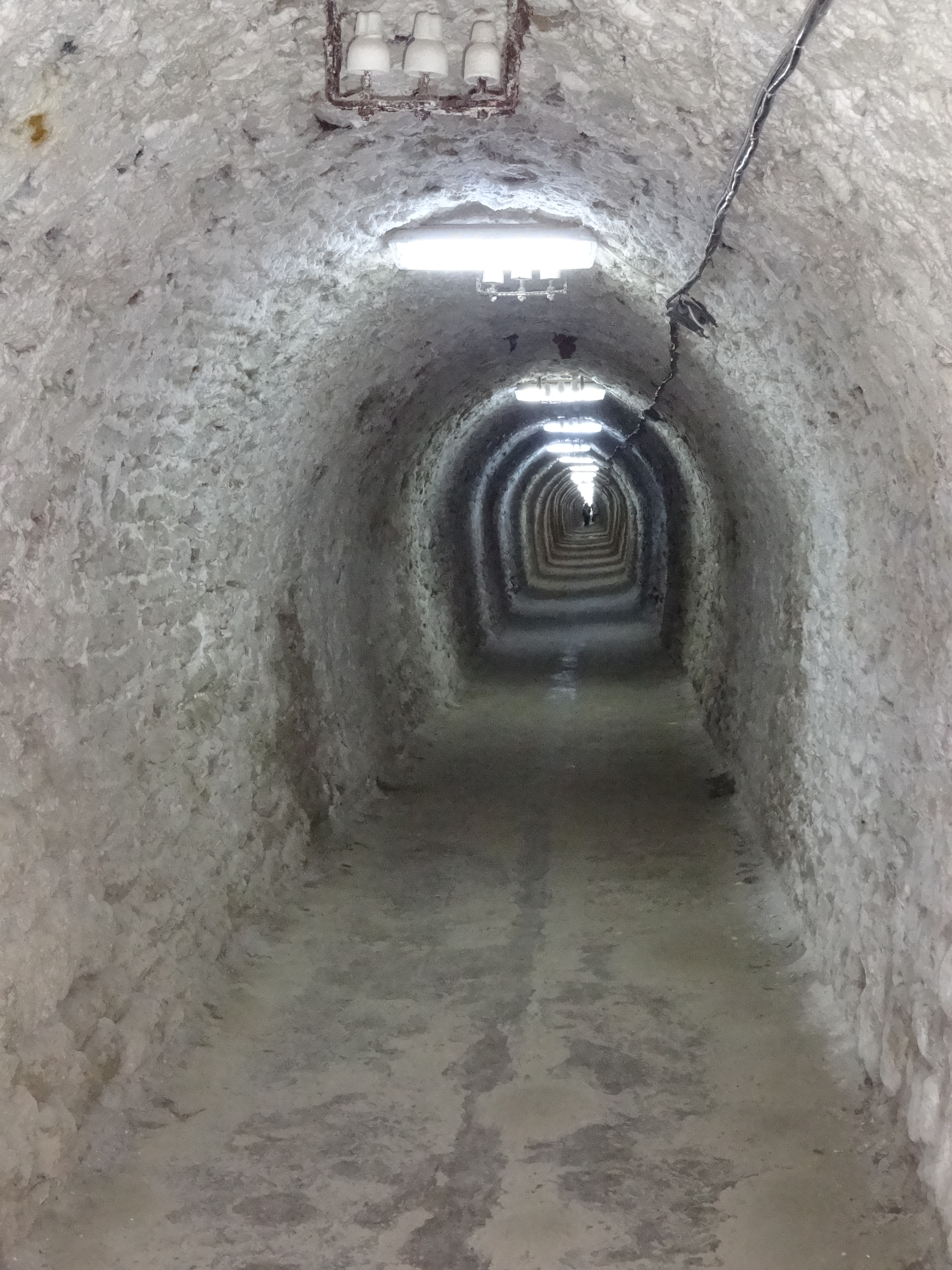
De Franz Josefgalerij (ingang B)
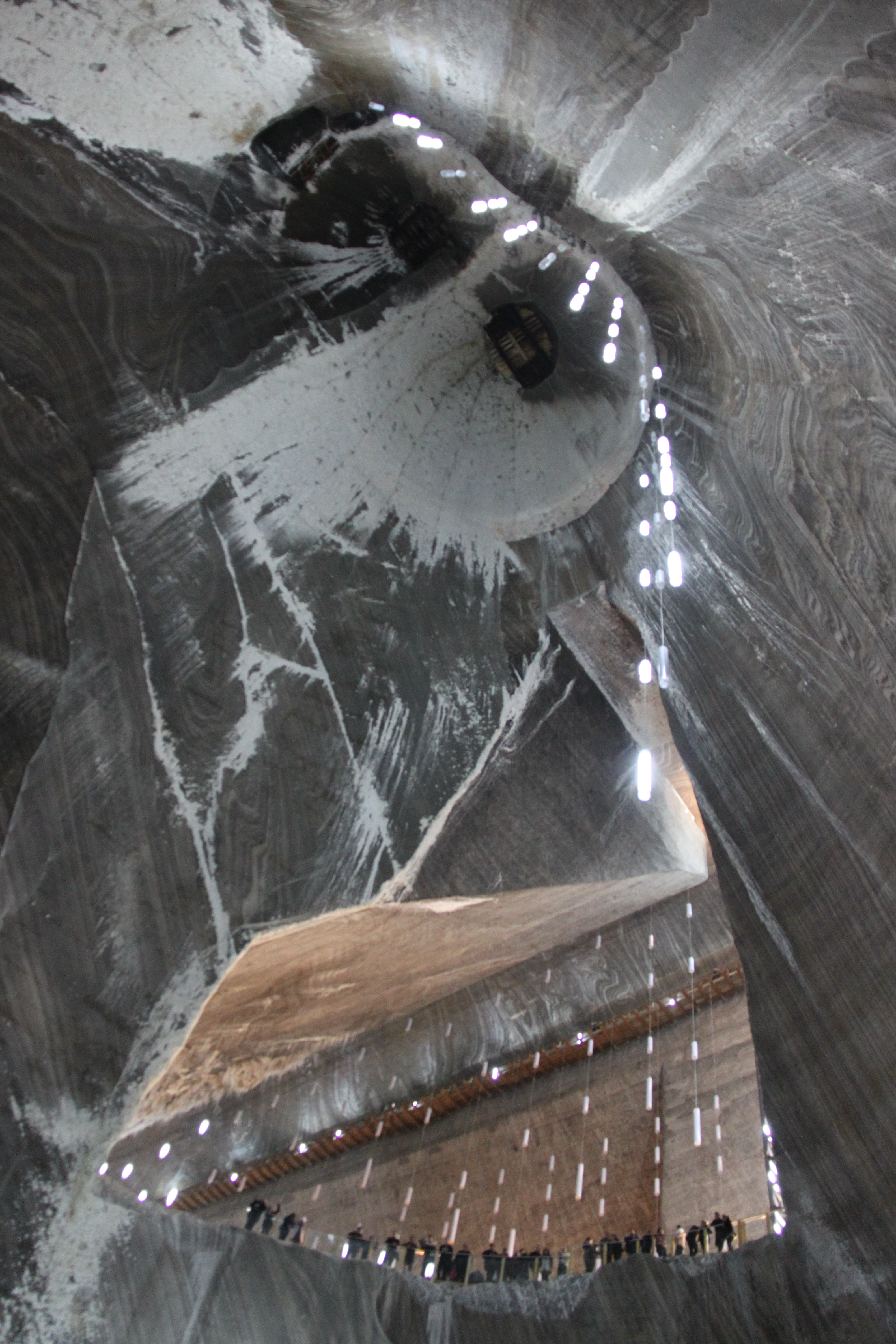
Mijnschacht
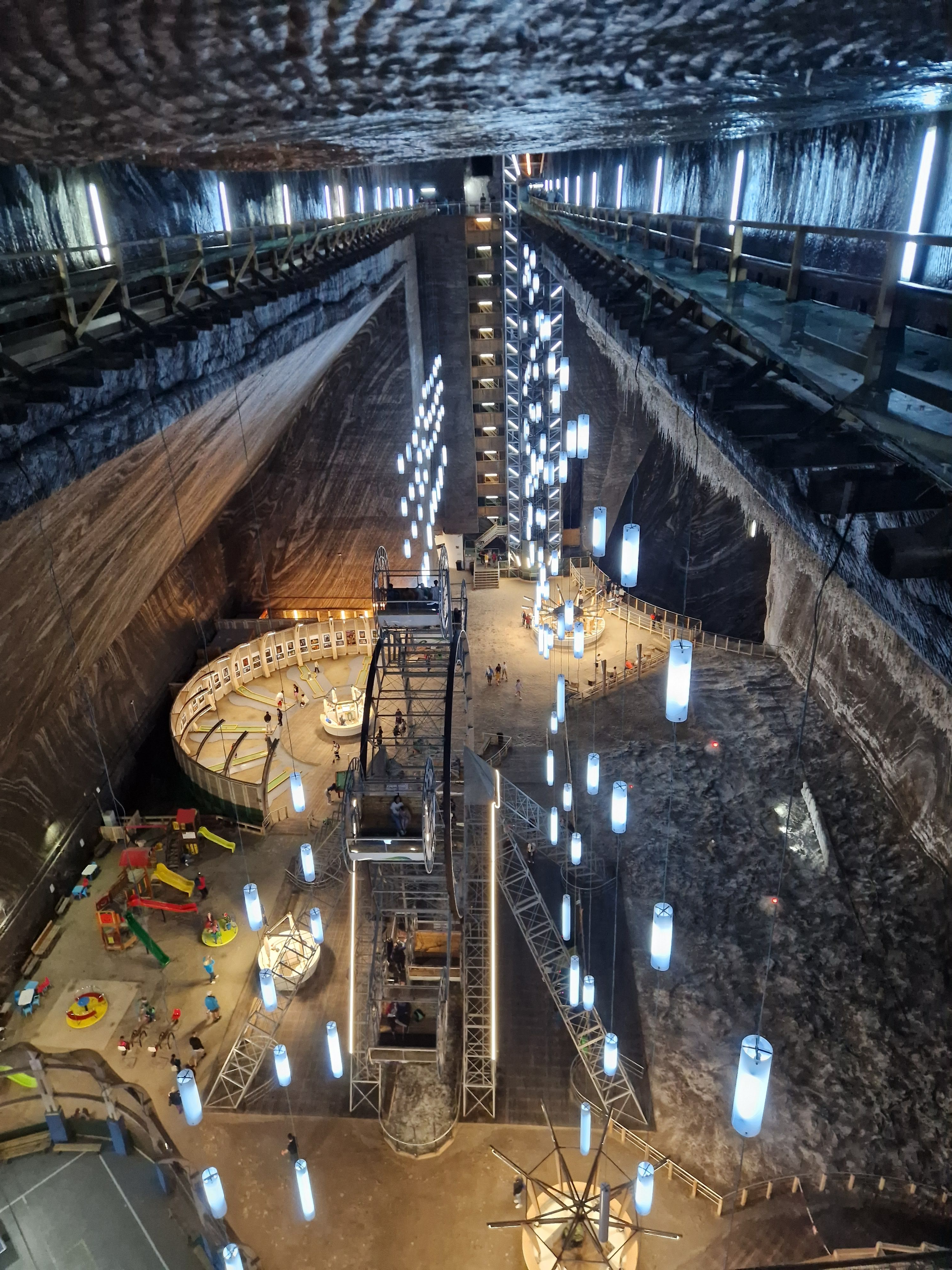
Rudolfmijn
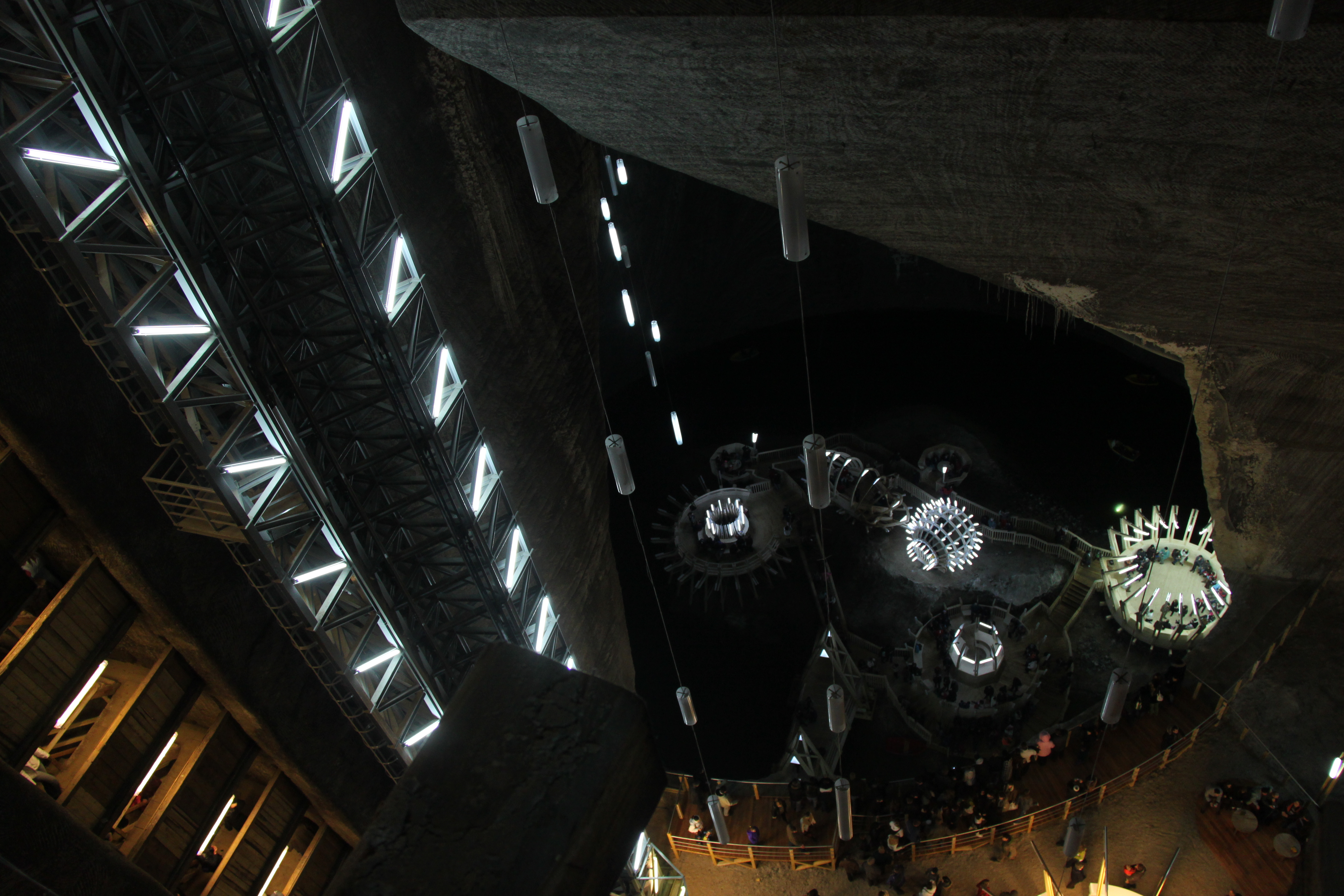
Tereziamijn en Rudolfmijn vanaf boven
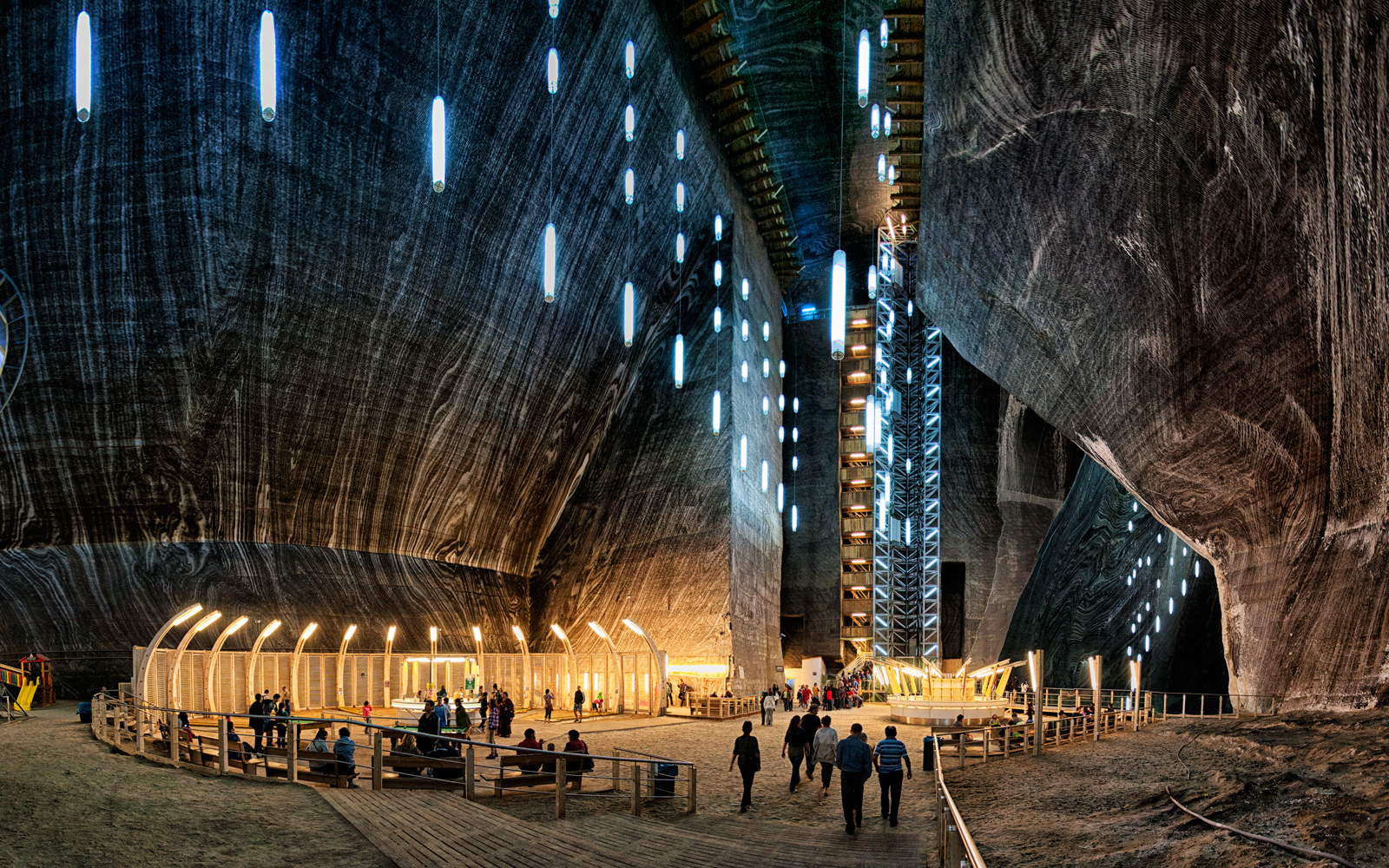
Rudolfmijn
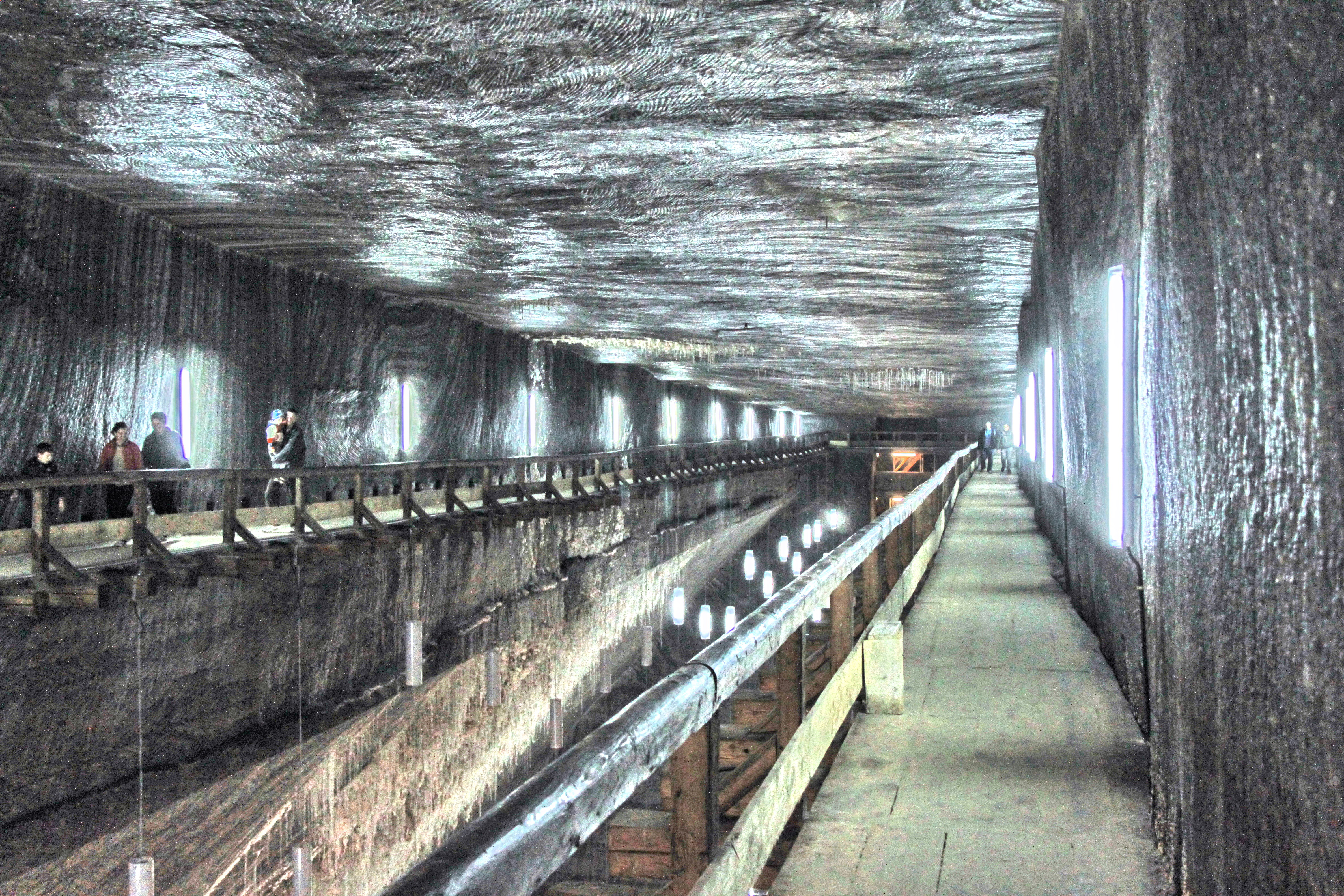
Loopbruggen Rudolfmijn
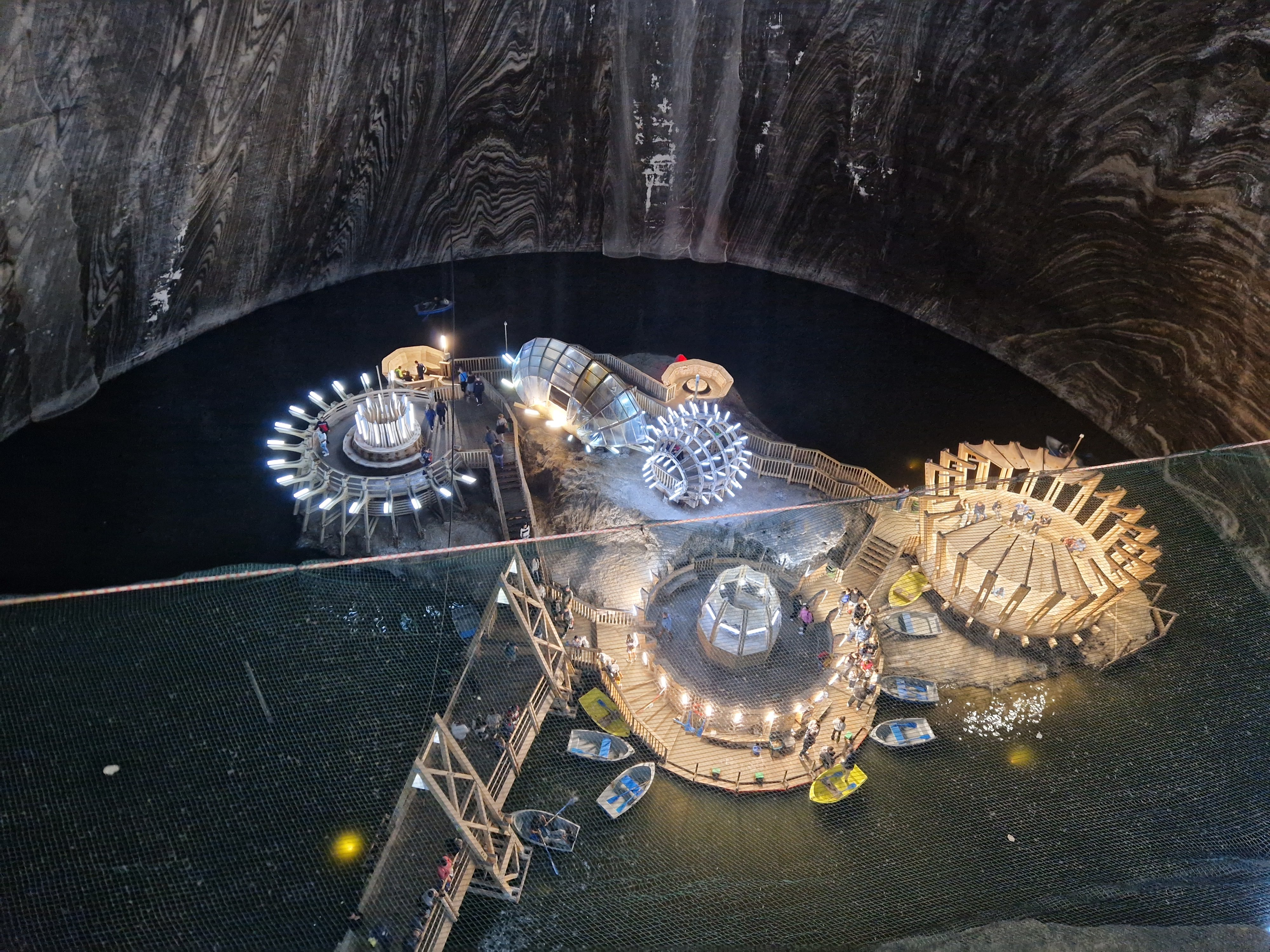
Tereziamijn